# Horst Wendlandt (Fußballspieler)
Horst „Hottel“ Wendlandt (* 7. Oktober 1934) ist ein ehemaliger deutscher Fußballspieler. Der Stürmer und Verteidiger hat im damaligen WM-System von 1953 bis 1963 in der erstklassigen Fußball-Oberliga Nord für die Vereine SC Victoria Hamburg, Bremerhaven 93 und Altona 93 insgesamt 173 Ligaspiele absolviert und 49 Tore erzielt. Zu Beginn der zweitklassigen Regionalligaära hat er noch von 1963 bis 1966 im Norden weitere 92 Ligaspiele mit 19 Toren bestritten.

## Karriere

### Jugend und Anfänge in der Oberliga Nord, bis 1957
Als erste Vereinsstation durchlief „Hottel“ Wendlandt die Jugendabteilung von Victoria Hamburg, wo er auch im Jahr 1949 den ersten Erfolg feiern konnte: Mit der B-Jugend der Victoria gewann er mit Mitspielern wie Rolf Gronau und Hans-Helmuth Muuhs die Hamburger Jugendmeisterschaft. Als die Blau-Gelben vom Stadion Hoheluft 1953/54 in der Oberliga Nord aufliefen debütierte der großgewachsene Wendlandt am 6. Dezember 1953 bei einer 0:3-Auswärtsniederlage mit 19 Jahren bei Hannover 96 unter Trainer Otto Lüdecke auf Linksaußen in der Oberliga Nord. Neben Leistungsträgern wie Torhüter Otto Globisch, Herbert Klette, Routinier Heinz Mühle und seinem Jugendkollegen Rolf Gronau wurde Wendlandt noch in fünf weiteren Ligaspielen bis Rundenende eingesetzt. „Vicky“ stieg aber als 16. der Tabelle in das Amateurlager ab. Der durchsetzungsstarke Linksaußen mit gewaltiger Schusskraft blieb zwei weitere Runden bei den „Zitronengelben“, erlebte 1955 den Gewinn der Amateurligameisterschaft in Hamburg aber auch das Scheitern in der Aufstiegsrunde und nahm nach dem 11. Platz 1955/56 das Angebot des Oberligisten TuS Bremerhaven 93 an und wechselte zur Runde 1956/57 in die Oberliga Nord.
Mit Eitel Galle von den Amateuren des Hamburger SV holten die Weinroten vom Zollinlandstadion noch einen weiteren Hamburger Angreifer nach Bremerhaven. Trainer Robert Gebhardt vertraute bereits am Rundenstart, den 19. August 1956, einem Heimspiel gegen Eintracht Nordhorn auf den Linksaußen aus Hamburg. Mit Manfred Presche, Max König, Günter Geise und Walter Nachtwey bildete er bei einem torlosen 0:0 den Angriff. Auch bei dem 2:2-Auswärtsspiel beim Hamburger SV stürmte er gegen HSV-Verteidiger Günter Schlegel auf Linksaußen. Am 30. Spieltag, den 12. Mai 1957, aber verabschiedete er sich bereits wieder nach einer Runde mit einem 2:1-Heimerfolg gegen Arminia Hannover von Bremerhaven 93 und ging nach Hamburg zurück. Nach 29 Ligaeinsätzen mit vier Toren unterschrieb er zur Runde 1957/58 einen neuen Vertrag bei Altona 93 und wanderte wieder an die Alster zurück.

### Altona 93, 1957 bis 1965
Beim AFC glückte die Kaderverstärkung neben Wendlandt auch durch Gerhard Göhrke und das eigene Nachwuchstalent Heiko Kurth. Da auch noch der überaus erfahrene Spielmacher Heinz Spundflasche in 20 Spielen als Spielertrainer agierte, waren die schwarz-weiß-rot quergestreiften 93er in der Debütrunde von „Hottel“ Wendlandt bei Altona plötzlich wieder eine der Spitzenmannschaften im Norden, wenn auch erst in der Rückrunde der Aufschwung mit 20:10 Punkten glückte. Der Rückkehrer aus Bremerhaven hatte bereits bei den Spielen gegen Hannover 96 (3:2) und dem 2:1-Erfolg gegen Concordia je zwei Tore erzielt, ehe am 10. November 1957 das prestigeträchtige Heimspiel gegen den Hamburger SV zu bestreiten war. Vor 12.000 Zuschauern hielt die Defensive des Gastgebers den HSV-Angriff mit Klaus Neisner, Gerd Krug, Uwe Seeler, Dieter Seeler und Uwe Reuter in Schach und im Angriff erzielten Heiko Kurth und Wendlandt die beiden Treffer zum umjubelten 2:0-Heimerfolg. In der Rückrunde zeichnete sich der torgefährliche Linksaußen auch noch in den Spielen gegen den VfR Neumünster (5:1), Göttingen 05 (2:1) und seinen vorherigen Verein Bremerhaven 93 (3:2) mit je zwei Treffern aus. „Hottel“ erzielte insgesamt in 28 Ligaspielen für Altona 16 Tore und der AFC landete am Rundenende auf dem 3. Rang.
Diese Platzierung konnte Wendlandt mit Altona bis zum Ende der Oberligaära 1962/63 nicht mehr erreichen. Persönlich ragten 1960/61 seine elf Rundentore beim Rundenergebnis des 6. Ranges heraus. Er wurde zu einem gefürchteten Freistoßschützen und auch zu einem Mann der Strafstöße. Mit einer 2:3-Heimniederlage gegen den VfV Hildesheim endete am 29. April 1963 das Kapitel der Erstklassigkeit für Altona und Wendlandt in der Oberliga Nord. Nochmals erzielte er, jetzt aber als linker Verteidiger, einen Treffer. Insgesamt hatte er von 1957 bis 1963 für den AFC 138 Oberligaspiele bestritten und 45 Tore erzielt.
Mit Beginn der Fußball-Bundesliga in der Saison 1963/64 gehörte Altona der zweitklassigen Regionalliga Nord an. Altona spielte in der Hinrunde eine ausgezeichnete Rolle und hatte nach dem 17. Spieltag überraschend die Spitzenposition mit 27:7 Punkten inne, doch in der Rückrunde ging dem Team um Heiko Kurth und „Hottel“ Wendlandt die Luft aus, denn nur 17:17 Punkte machten alle Meisterschaftschancen zunichte. Herausragend war dabei am 15. September 1963 unter Trainer Kurt Krause der 4:1-Heimerfolg in Bahrenfeld gegen den späteren Bundesligaaufsteiger Hannover 96. Die AFC-Defensive mit Torhüter Schonscheck, dem Verteidigerpaar Gerhard Göhrke/Wendlandt und der Läuferreihe Jürgen Bol, Peter Ebert und Willi Somann hatte dabei überwiegend sicher den Angriff des Vizemeisters mit Fred Heiser, Winfried Mittrowski, Walter Rodekamp, Werner Gräber und Georg Kellermann in Schach gehalten. Am 1. Dezember 1963 sahen über 9000 Zuschauer in der Adolf-Jäger-Kampfbahn eine „großartige Fußball-Demonstration in Altona“. Altona 93 und Arminia Hannover mit den blendend aufgelegten Halbstürmern Lothar Ulsaß und Gerhard Elfert erreichten nach einhelliger Auffassung aller Beteiligten Bundesligaformat. Beim 2:0-Sieg des AFC in einem der besten Spiele der AFC-Vereinsgeschichte gab es fliegende Spielzüge und immer wieder Sonderbeifall. Nach diesem 15. Spieltag führte der AFC die Tabelle mit drei Punkten Vorsprung an. Die 0:6-Ausbeute aus den drei Spielen im März 1964 gegen den VfB Lübeck (1:2), Holstein Kiel (0:2) und die abstiegsbedrohte Concordia (0:2) hatten entscheidende Bedeutung. Nach der abschließenden 0:3-Auswärtsniederlage am 3. Mai 1964 beim VfR Neumünster rutschte der AFC sogar noch auf den 4. Platz zurück. Wendlandt hatte alle 34 Ligaspiele absolviert und sechs Tore als linker Verteidiger erzielt.
Im DFB-Pokal spielte dagegen Altona auch in der Rückrunde eine großartige Rolle. In der 1. Hauptrunde glückte am 8. April 1964 ein 2:1-Heimerfolg gegen den westdeutschen Regionalligisten Borussia Mönchengladbach, wobei die „Bökelbergelf“ im Angriff mit Spielern wie Herbert Laumen, Karl-Heinz Mülhausen, Ulrich Kohn, Egon Milder und Günter Netzer angetreten war. „Hottel“ hatte den zwischenzeitlichen 1:1-Ausgleichstreffer mit einem seiner gefürchteten Freistöße erzielt. Vierzehn Tage später, am 22. April, glückte in der 2. Hauptrunde der zweite 2:1-Heimerfolg gegen den Duisburger SV. Aufsehen erregte der dritte 2:1-Erfolg am 20. Mai gegen den Bundesligisten Karlsruher SC im Viertelfinale. Heiko Kurth und Wendlandt (wiederum mit einem Freistoß, sein 11. Verteidigertor der Saison!) schießen den AFC in das deutsche Pokal-Halbfinale. Diese beiden Spieler zeigen nach Auffassung von Horst Frese in der „Bild-Zeitung“ das Spiel ihres Lebens. In einem langen Artikel über Mannschaftsführer Horst Wendlandt ist notiert: „Sie fürchten seine Freistoß-Bomben.“
Günther Rackow hatte in der Nachbetrachtung zum Spiel gegen den KSC im „Sport“ notiert: „Ich stehe noch immer unter dem Eindruck des Pokalspiels von Altona 93 gegen den Karlsruher SC. Ich habe einige tausend Fußballkämpfe erlebt, aber zu den schönsten Erlebnissen wird stets die Begegnung vom letzten Mittwoch gehören! Und so schäme ich mich meines Freudentanzes nicht, als „Hottel“ Wendlandt dem ausgezeichneten Wolf einen seiner schon legendären Freistöße ins Netz jagte.“ Im Halbfinale köpfte Kautz in der 70. Minute zum 1:0 ein, einer hochverdienten Führung für die eindeutig besseren Altonaer, die bis dahin insbesondere an dem Tausendsassa Petar Radenković gescheitert waren. Fünf Minuten vor Schluss gelang München 1860 der Ausgleich – lähmendes Entsetzen im Stadion – und in der Verlängerung gegen die ausgelaugten Gastgeber der 4:1-Sieg.
Mit Beginn der Saison 1964/65 ging „Hottel“ Wendlandt mit dem AFC in seine achte Runde in Serie als Vertragsspieler. Am Rundenende belegte seine Mannschaft den 3. Rang, mit einem Punkt Rückstand zu Vizemeister FC St. Pauli. In der Hinrunde hatte der Spezialist am 22. November 1964, bei einem 3:3-Heimremis, zwei Elfmeter gegen den späteren Vizemeister verwandelt. Am 25. April 1965 hielt er gemeinsam mit seinen Abwehrkollegen Schonscheck (Torhüter), Göhrke, Bol, Ebert und Somann den torgefährlichen Angriff des überlegenen Meisters Holstein Kiel um deren Torjäger Gerd Saborowski und Gerd Koll bei einem 1:0-Auswärtserfolg gut in Schach. In 31 Ligaeinsätzen hatte der linke Verteidiger sieben Tore erzielt. Nach insgesamt 203 Ligaspielen und 58 Toren beendete Wendlandt im Sommer 1965 seine Spielertätigkeit bei Altona und wechselte zur Saison 1965/66 zum Ligarivalen SC Victoria Hamburg.
Die Runde mit „Vicky“ 1965/66 gehörte dann aber nicht zu den Glanzpunkten seiner langen Spielerlaufbahn: Mit nur vier doppelten Punktgewinnen aus 32 Ligaspielen landete die „Zitronengelben“ mit 15:49 Punkten abgeschlagen auf dem 17. und letzten Rang und stiegen in das Amateurlager ab. Routinier Wendlandt hatte in 27 Einsätzen sechs Tore erzielt und in der Rückrunde in der Elf von Trainer Rolf Rohrberg sogar noch im Angriff ausgeholfen, aber ohne durchschlagenden Erfolg. Das Niveau der Mannschaft reichte nicht für die Anforderungen der Regionalliga, da konnte auch die Routine und immer noch vorhandene Leistungsstärke von „Hottel“ Wendlandt daran nichts ändern.

### Trainer
Nach seiner Spielerkarriere war Wendlandt auch über Jahre als Trainer im Hamburger Amateurbereich tätig. Er war Trainer bei Altona 93, dem SV Lurup und der SpVgg Blankenese. In der Saison 1971/72 übernahm der ehemalige Oberligaaktive den AFC kurz vor dem letzten Spieltag, punktgleich mit dem seit zwölf Spielen ungeschlagenen Harburger SC in der Amateurliga Hansastaffel (4. Liga) punktgleich an der Spitze stehend. Die beiden Rivalen treffen am letzten Spieltag in Harburg vor fast 5000 Zuschauern aufeinander. Der Trainerwechsel zahlte sich aus, der AFC gewinnt mit 3:1 und steigt damit wieder in die höchste Hamburger Klasse auf. Anschließend war „Hottel“ Wendlandt von 1972/73 bis 1977/78 Trainer von Altona 93 in der Landesliga Hamburg (3. Liga). Er wurde dreimal in Folge 1975 bis 1977 Vizemeister und zog dadurch jeweils in die Aufstiegsrunde zur Amateurliga-Oberliga Nord ein. Im dritten Anlauf kam er mit seiner Mannschaft 1977 mit einem Punkt Rückstand gegenüber dem Aufsteiger VfB Lübeck dem Aufstieg am nächsten.
Nach der ersten Vizemeisterschaft 1975 sorgte er auch noch im DFB-Pokal mit Erfolgen gegen Victoria Hamburg (2:1 n. V.), VfB Theley (4:2 n. V.) und Arminia Hannover (2:0) für Aufsehen und schied erst im Achtelfinale am 15. März 1975 gegen den Bundesligisten MSV Duisburg (0:7) aus.